# (3462) Zhouguangzhao
(3462) Zhouguangzhao – planetoida z grupy pasa głównego asteroid okrążająca Słońce w ciągu 3 lat i 309 dni w średniej odległości 2,45 j.a. Została odkryta 24 października 1981 roku w Obserwatorium Astronomicznym Zijinshan w Nankinie. Nazwa planetoidy pochodzi od Zhou Guangzhao (ur. 1929), chińskiego fizyka oraz przewodniczącego Chińskiej Akademii Nauk. Przed nadaniem nazwy planetoida nosiła oznaczenie tymczasowe (3462) 1981 UA10.